# تشغيل غاز الميثان
تشغيل الميثان هو عملية تحويل الميثان في حالته الغازية إلى جزيء آخر بمجموعة وظيفية، عادةً ما يُستخدم الميثانول من خلال استخدام محفزات انتقالية. في مجال تنشيط السندات بين الكربون والهيدروجين وإضفاء الطابع الوظيفي على هذه السندات، بذلت العديد من الجهود في الآونة الأخيرة من أجل تحفيز السندات بين الكربون والهيدروجين في الميثان. وتمثل الوفرة الكبيرة للميثان في رواسب الغاز الطبيعي أو الغاز الصخري إمكانية كبيرة لاستخدامه كمادة وسيطة في الكيمياء الحديثة. ومع ذلك، ونظرا لحالته الطبيعية الغازية، فإنه من الصعب جدا النقل اقتصاديا. وسيكون استخدامه المثالي كمادة أولية لتوليف الميثانول، مع بناء النباتات في المصدر للقضاء على مسألة النقل. ومن شأن الميثانول، على وجه الخصوص، أن يكون ذا فائدة كبيرة كمصدر محتمل للوقود، وقد بُذلت جهود كثيرة للبحث في أوجه الجدوى لاقتصاد الميثانول.
تظهر تحديات تنشيط C-H والتشغيل الوظيفي عند أخذ عدة عوامل في الاعتبار. أولاً، رابطة C-H خاملة للغاية وغير قطبية، مع طاقة تفكك رابطة عالية، مما يجعل الميثان مادة انطلاق غير تفاعلية نسبيًا. ثانيًا، من المحتمل أن تكون أي نواتج مكونة من الميثان أكثر تفاعلًا من منتج البداية، مما قد يضر بانتقائية التفاعل وعائده.
تستخدم الاستراتيجية الرئيسية المستخدمة حاليًا لزيادة تفاعل الميثان معقدات معدنية انتقالية لتنشيط روابط الكربون والهيدروجين. في آلية تنشيط نموذجية لـ C-H ، ينسق محفز معدني انتقالي لرابطة C-H لشقها، وتحويلها إلى رابطة ذات طاقة تفكك رابطة أقل. من خلال القيام بذلك، يمكن استخدام المنتج في مزيد من التفاعلات النهائية، حيث سيكون له عادة مجموعة وظيفية جديدة مرتبطة بالكربون. من المهم أيضًا ملاحظة الفرق بين المصطلحين «التنشيط» و «التفعيل»، حيث يتم استخدام كلا المصطلحين بالتبادل، ولكن يجب تمييزهما عن بعضهما البعض. يشير التنشيط إلى تنسيق مركز معدني لرابطة C-H 
| The mechanism for the Shilov system | \| \| \| \| \| \| \| \| | (Figure 3) |
|                                     |                         |            |
|                                     |                         |            |

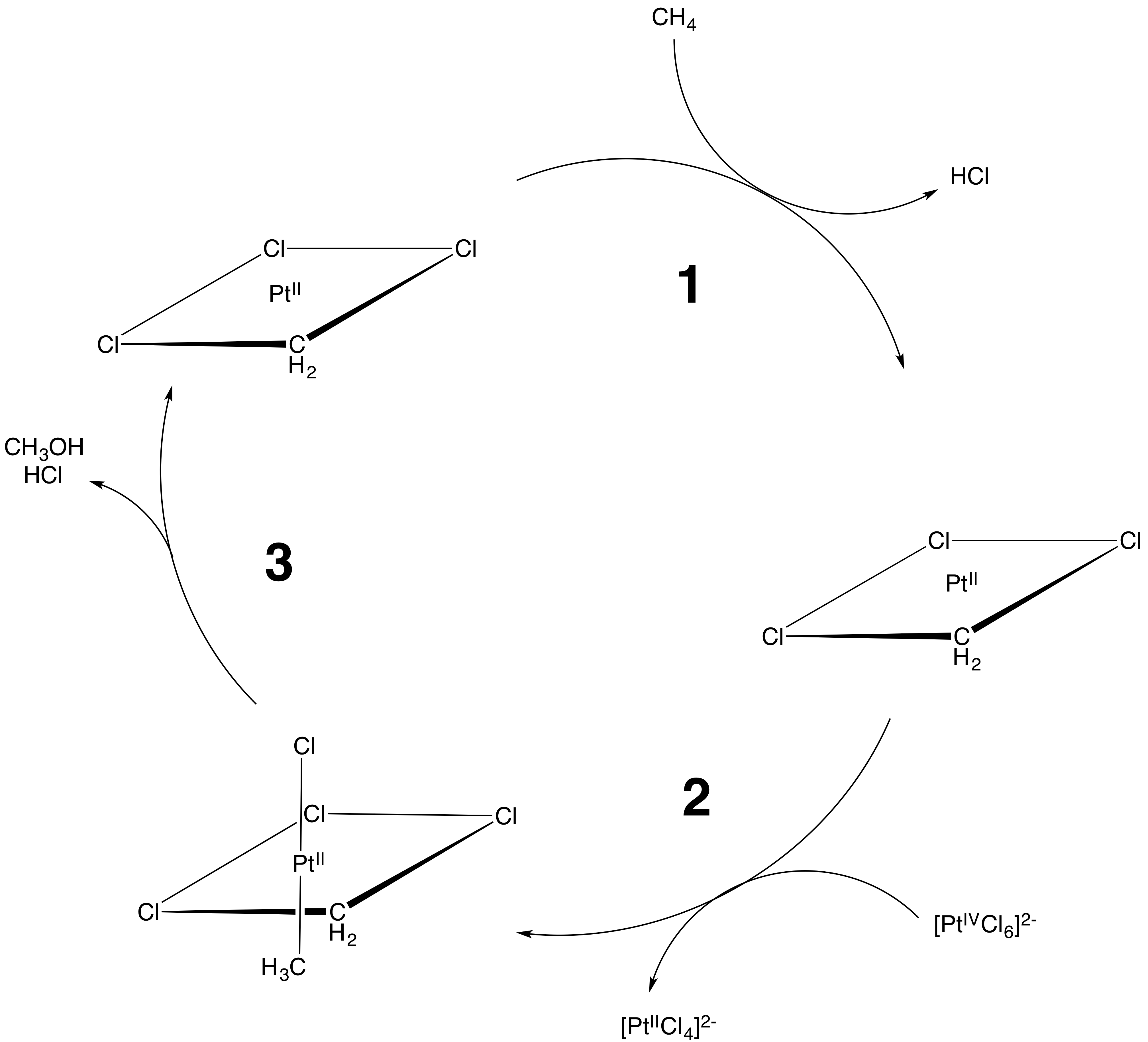

يشتمل نظام سيلوف على مجمعات أساسها البلاتين لإنتاج الكيلات معدنية. تم اكتشافه لأول مرة عندما لوحظ تبادل الهيدروجين واليتريوم في محلول منزوع الأوكسجين مع أمنيون رباعي كلوريد البلاتين. سيلوف وآخرون. ثم كان قادرًا على تحويل الميثان بشكل تحفيزي إلى ميثانول أو كلوريد ميثيل عندما تم استخدام ملح Pt (IV) كمؤكسد متكافئ. تم تبسيط العملية إلى ثلاث خطوات رئيسية: (1) تنشيط C-H ، (2) تفاعل الأكسدة والاختزال لتشكيل وسيط ثماني السطوح، متبوعًا بـ (3) تكوين رابطة الكربون والأكسجين لتكوين الميثانول (الشكل 3.